# Evergrey
Evergrey  je švedski progresivni power metal sastav. Osnovan je 1995. godine. Prvi album je objavio 1998. Njihov najnoviji album je Glorious Collision, objavljen 2011. Dok se album Dark Discovery bavio različitim idejama, mnogi kasniji albumi bili su konceptualni albumi, koji se bave pitanjima kao što su paranoja, vanzemaljske otmice, zlostavljanje djece, o kultovima i religijama.

## Članovi
- Tom S. Englund - vokal, gitara
- Henrik Danhage - gitara, prateći volkal
- Rikard Zander - klavijature, prateći volkal
- Jari Kainulainen - bas-gitara
- Jonas Ekdahl - bubnjevi

## Diskografija
Studijski albumi
- The Dark Discovery (1998.)
- Solitude, Dominance, Tragedy (1999.)
- In Search of Truth (2001.)
- Recreation Day (2003.)
- The Inner Circle (2004.)
- Monday Morning Apocalypse (2006.)
- Torn (2008.)
- Glorious Collision (2011.)
- Hymns for the Broken (2014.)
- The Storm Within (2016.)
- The Atlantic (2019.)
- Escape of the Phoenix (2021.)
- A Heartless Portrait (The Orphean Testament) (2022.)
- Theories of Emptiness (2024.)

Koncertni albumi
- A Night to Remember (2005.)

## Vanjske poveznice
- Službena stranica